# Hueikaeana pulchella
Hueikaeana pulchella är en insektsart som beskrevs av Andrej Vasiljevitj Gorochov 2004. Hueikaeana pulchella ingår i släktet Hueikaeana och familjen vårtbitare. Inga underarter finns listade i Catalogue of Life.